# Johann Schobert
Johann Schobert (ca. 1720, 1735, 1740 - 28 de agosto de 1767) fue un compositor y clavecinista alemán.

## Biografía
Johann Schobert nació probablemente entre 1720, la fecha más antigua registrada, y 1735. Su lugar de nacimiento también es incierto, pero se propone a Silesia como su región natal. Falleció en París el 28 de agosto de 1767. Schobert falleció a causa de comer hongos venenosos que, según insistió, eran comestibles. Algunos documentos señalan que pudo tratarse de un suicidio, pero nada hace sospechar que así fuera.

## Carrera musical
Alrededor del año  de 1760 Schobert se mudó a París y entró al servicio del príncipe de Conti.  Fue allí donde Schobert conoció a Leopold Mozart durante la gran gira familiar de éste y sus hijos. Según se informa, Schobert se sintió ofendido por los comentarios de Leopold Mozart de que sus hijos interpretaban las obras de Schobert con mucha facilidad. Sin embargo, Schobert fue una influencia significativa para el joven Wolfgang Amadeus Mozart, quien utilizó varios movimientos de las sonatas de Schobert para emplearlos en sus propios conciertos para piano.
En 1767, Schobert fue a recoger setas con su familia en Le Pré-Saint-Gervais, cerca de París. Intentó que un chef local los preparara, pero le dijeron que eran venenosos. Después de intentar de nuevo en un restaurante en Bois de Boulogne, y que un médico le dijera incorrectamente que los hongos eran comestibles, decidió usarlos para hacer una sopa en casa. Schobert murió junto con su esposa y sus hijos; según algunas fuentes, uno de sus hijos sobrevivió.

## Influencia de Schobert sobre Mozart
La influencia de Johann Schobert sobre la música de Mozart se dio en un momento histórico en el que la sociedad y en especial la música estaban sufriendo cambios bastante significativos, ya que después de la publicación del IV livre Sonates pour le clavecin, pouvant etre joules avec l'accompagnement d' un violon de Francois Couperin en 1730,  la música de los clavecinistas franceses fue perdiendo el interés del público a manos de compositores como Louis-Claude Daquin y Claude Balbastre, entre otros. Además,  el legado musical de Couperin, junto con el de Rameau, era difícil de superar.  
Fue entonces cuando con las Pièces de clavecin en concert, avec un violon ou une flute, et une viole ou un deuxième violon de Johann Schobert publicadas en el año de 1741, se abriría un nuevo sendero que conduciría hasta las primeras sonatas de Mozart.
Estas sonatas influirían al joven Mozart. de varias formas. No por casualidad en el período de su reunión con Schobert en su estancia en París Mozart publicaría, entre la primavera y el verano de 1764, sus cuatro Sonates pour le clavecin, pouvant être joules avec l'accompagnement d'un violon, obras que serían sus primeros intentos en la forma de sonata para violín. La influencia de Schobert en estas primeras sonatas se hace patente en la incorporación de nuevos elementos, tales como el orden y la forma en el que se desarrollan las ideas principales. Esto puede notarse en la incorporación de frases cortas y delicadas, que en su estructura parecen tener una especie de fuerza condensada: por medio de líneas melódicas simples pero de una gran belleza logra un dinamismo y una vivacidad sobre las frases completas, lo que obliga a que sean tocadas de una manera bastante especial por su propia naturaleza transparente y despojadas de cualquier aspecto de distracción o artificio.
Otra forma en la que Schobert influyó en Mozart fue en el carácter de sus movimientos. Esto puede verse en lo novedoso de las composiciones de Schobert, ya que sus sonatas presentan en la introducción un estilo de obertura sinfónica o moderna dada por el clavecín, caracterizada por contrastes que podrían describirse extramusicalmente como juegos alternados entre la luz y la sombra, entre la agitación y la tranquilidad. Con ello trata de imitar el efecto que podría conseguirse en una orquesta. El desarrollo de la escritura pianística es de gran relevancia, y no sólo por su enorme calidad de compositor para el piano, sino que realmente las partes de piano eran la base de muchos de sus conciertos. Esto queda patente en el hecho de que era bastante común que Schobert publicara sus conciertos sin las partes de cuerda; además, la utilización de un acompañamiento ad libitum para los violines que antes de Schobert, era una práctica inusual, muestra nuevamente que el piano era el cimiento armónico sobre el cual se construían las melodías y que los demás instrumentos quedaban relegados a lo que realizaran las armonías del piano.
Otro factor de suma importancia en la contribución de Schobert al avance de la música en general es el desarrollo de un estilo de escritura realmente nuevo para el instrumento del teclado, estos nuevos elementos fueron la introducción de aspectos técnicos tales como la utilización de muchos trémolos en la mano derecha y un abundante material melódico en la mano izquierda, la cual antes solo se dedicaba a dar un acompañamiento sumamente simple sin mucho protagonismo.
Es innegable la profunda admiración que Mozart le tenía a Schobert, pues se sabe que en Salzburgo, en 1767, Mozart adaptaría un movimiento de una de las sonatas póstumas de Schobert para componer un movimiento lento para un concierto de pianoforte. Lo anterior indica que si bien no existen registros directos que nos hablen sobre esta influencia, se puede intuir que al menos  hubo un intercambio y aprendizaje por medio de la imitación y la asimilación de un nuevo lenguaje o una nueva forma de concebir las cosas que le llamaba la atención.
La disminución de la popularidad de la música de Schobert se dio alrededor de 1789. Esto se atribuye a la creciente popularidad del entonces nuevo piano que reemplazó al clavecín, aunque más correctamente también puede atribuírsele a la aparición de obras de grandes maestros como el propio Mozart u otros como Haydn y Clementi.

## Obras
Catálogo de obras:
- op. 1 – 2 Sonatas para Clavecín, con Violín ad libitum
- op. 2 – 2 Sonatas para Clavecín, con Violín obbligato
- op. 3 – 2 Sonatas para Clavecín, Violín ad libitum
- op. 4 – 2 Sonatas para Clavecín
- op. 5 – 2 Sonatas para Clavecín, Violín ad libitum
- op. 6 – 3 Trío sonatas para Clavecín, Violín y Violonchelo ad libitum
- op. 7 – 3 Sonatas en Cuarteto, Clavecín, 2 Violines y Violonchelo ad libitum
- op. 8 – 2 Sonatas para Clavecín con Violín obbligato
- op. 9 – 3 Sinfonías para Clavecín, Violín y 2 Trompas ad libitum
- op. 10 – 3 Sinfonías para Clavecín, Violín y 2 Trompas ad libitum
- op. 11 – Concierto I para Clavecín, 2 Violines, Viola, Violonchelo, 2 Trompas ad libitum
- op. 12 – Concerto II para Clavecín, 2 Violines, Viola, Violonchelo, 2 Oboes, 2 Trompas ad libitum
- op. 13 – Concerto III pastoral para Clavecín, 2 Violines, 2 Trompas ad libitum, Viola, Violonchelo
- op. 14 – 6 Sonatas para Clavecín, Violín ad libitum (Nr. 1 con Violín y Viola ad libitum)
- op. 15 – Concerto IV para Clavecín, Violín y 2 Trompas ad libitum
- op. 16 – 4 Sonatas para Clavecín, Violín y Violonchelo
- op. 17 – 4 Sonatas para Clavecín, Violín
- op. 18 – Concerto V para Clavecín y 2 Violines
- op. 19 – 2 Sonatas para Clavecín o Pianoforte, Violín (póstumo)
- op. 20 – 3 Sonatas para Clavecín y Violín (probablemente por T. Giordani)